# Treinador do Ano da IHF
O IHF World Coaches of the Year é um prêmio ao melhor treinador de handebol do mundo entregue pela Federação Internacional de Handebol (IHF).

## Vencedores

### Equipes Masculinas
| Ano  | Treinador     | Equipe    |
| ---- | ------------- | --------- |
| 2009 | Claude Onesta | França    |
| 2010 | Claude Onesta | França    |
| 2011 | Ulrik Wilbek  | Dinamarca |
| 2012 | Valero Rivera | Espanha   |

### Equipes Femininas
| Ano  | Treinador          | Equipe  |
| ---- | ------------------ | ------- |
| 2009 | Jewgeny Trefilov   | Rússia  |
| 2010 | Olivier Krumbholz  | França  |
| 2011 | Thorir Hergeirsson | Noruega |
| 2012 | Thorir Hergeirsson | Noruega |